# Philarctus przewalskii
Philarctus przewalskii är en nattsländeart som beskrevs av Mclachlan 1886. Philarctus przewalskii ingår i släktet Philarctus och familjen husmasknattsländor. Inga underarter finns listade i Catalogue of Life.